# Décathlon aux Jeux olympiques d'été de 2024
Pour des articles plus généraux, voir Athlétisme aux Jeux olympiques d'été de 2024 et Épreuves combinées aux Jeux olympiques (athlétisme).
Navigation
Tokyo 2020 Los Angeles 2028
Le concours du décathlon aux Jeux olympiques de 2024 se déroule les 2 et 3 août 2024 au Stade de France, au nord de Paris, en France.

## Records
Avant cette compétition, les records dans cette discipline étaient les suivants : 
| Record du monde  | Kevin Mayer (FRA)   | 9 126 pts | Talence | 16 septembre 2018 |
| Record olympique | Damian Warner (CAN) | 9 018 pts | Tokyo   | 5 août 2021       |

## Programme

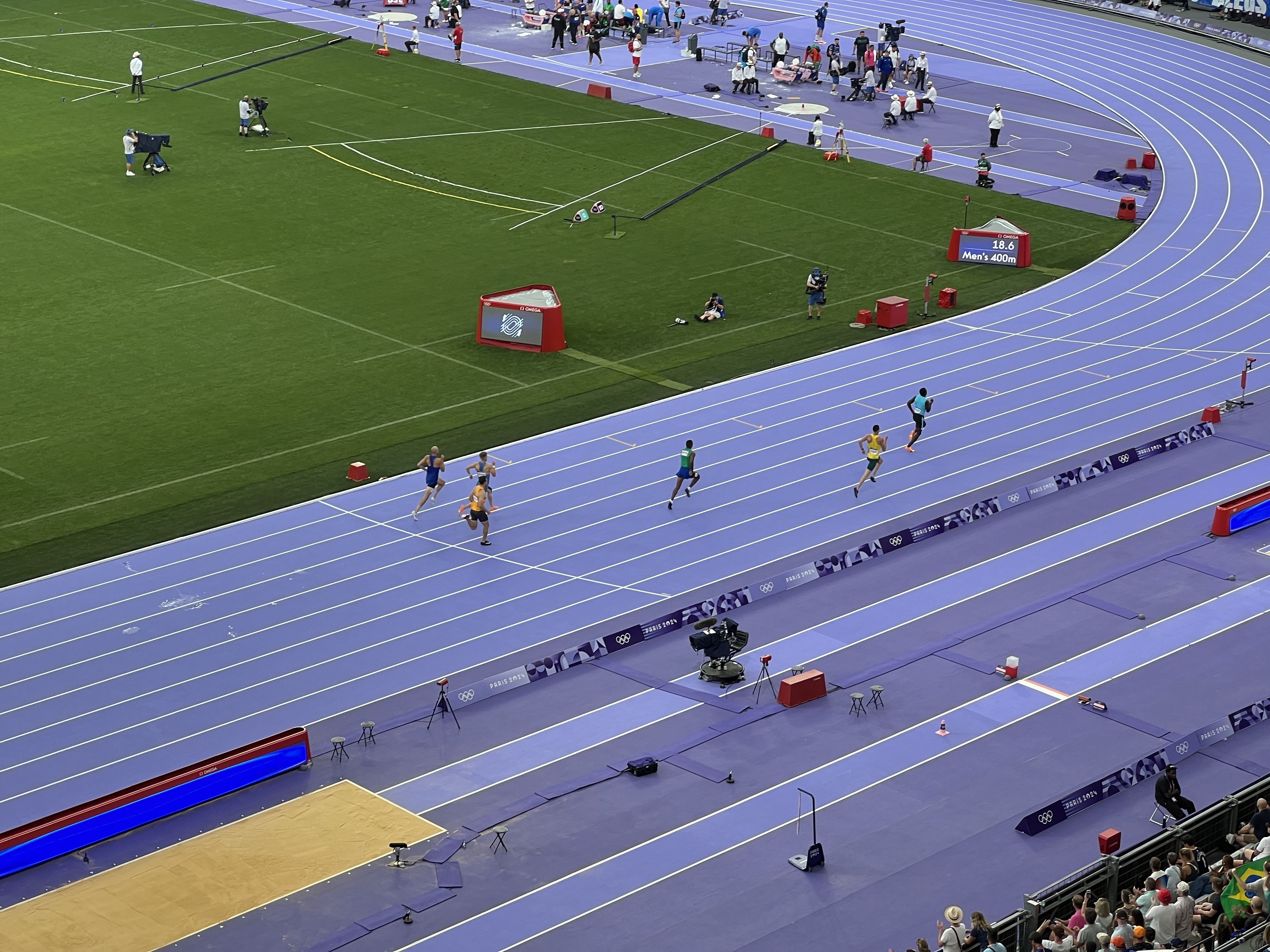
Coureurs lors du 400 m.

## Programme[1]
| Date            | Horaire | Manche            |
| --------------- | ------- | ----------------- |
| Vendredi 2 août | 10 h 05 | 100 m             |
| Vendredi 2 août | 10 h 55 | Saut en longueur  |
| Vendredi 2 août | 12 h 15 | Lancer du poids   |
| Vendredi 2 août | 18 h 00 | Saut en hauteur   |
| Vendredi 2 août | 20 h 50 | 400 m             |
| Samedi 3 août   | 10 h 05 | 110 m haies       |
| Samedi 3 août   | 10 h 55 | Lancer du disque  |
| Samedi 3 août   | 13 h 40 | Saut à la perche  |
| Samedi 3 août   | 19 h 10 | Lancer du javelot |
| Samedi 3 août   | 21 h 45 | 1 500 m           |

## Engagés
24 athlètes sont engagés dans le concours du décathlon. Le minima de qualification, fixé à 8 460 pts, devait être établi durant la période du 31 décembre 2022 au 30 juin 2024. Les athlètes n'ayant pas réalisé ce minima sont repêchés par le biais du classement mondial.
| Type de qualification                       | Nombre | CNO        | Athlète                                                 |
| ------------------------------------------- | ------ | ---------- | ------------------------------------------------------- |
| Minima de qualification atteint : 8 460 pts | 3      | Estonie    | Johannes Erm Janek Õiglane Karel Tilga                  |
| Minima de qualification atteint : 8 460 pts | 3      | États-Unis | Harrison Williams Zach Ziemek Heath Baldwin             |
| Minima de qualification atteint : 8 460 pts | 4      | Allemagne  | Niklas Kaul Leo Neugebauer Manuel Eitel Till Steinforth |
| Minima de qualification atteint : 8 460 pts | 1      | Canada     | Damian Warner                                           |
| Minima de qualification atteint : 8 460 pts | 2      | France     | Kevin Mayer Makenson Gletty                             |
| Minima de qualification atteint : 8 460 pts | 2      | Norvège    | Sander Skotheim Markus Rooth                            |
| Minima de qualification atteint : 8 460 pts | 1      | Grenade    | Lindon Victor                                           |
| Minima de qualification atteint : 8 460 pts | 2      | Pays-Bas   | Sven Roosen Rik Taam                                    |
| Minima de qualification atteint : 8 460 pts | 1      | Porto Rico | Ayden Owens-Delerme                                     |
| Minima de qualification atteint : 8 460 pts | 1      | Brésil     | Jose Fernando Santana                                   |
| Minima de qualification atteint : 8 460 pts | 2      | Australie  | Daniel Golubovic Ashley Moloney                         |
| Minima de qualification atteint : 8 460 pts | 1      | Bahamas    | Ken Mullings                                            |
| Minima de qualification atteint : 8 460 pts | 1      | Espagne    | Jorge Ureña                                             |
| Classement mondial                          | 7      |            |                                                         |
| Total                                       | 24     |            |                                                         |

- 1 Les CNO doivent sélectionner un maximum de trois athlètes parmi ceux qui se sont qualifiés pour la même épreuve.

## Classement général
| Rang                                | Athlète                | Pays       | Temps / distance Nombre de points | Temps / distance Nombre de points | Temps / distance Nombre de points | Temps / distance Nombre de points | Temps / distance Nombre de points | Temps / distance Nombre de points | Temps / distance Nombre de points | Temps / distance Nombre de points | Temps / distance Nombre de points | Temps / distance Nombre de points | Total de points | Note |
| Rang                                | Athlète                | Pays       | 100 m                             | Long.                             | Poids                             | Haut.                             | 400 m                             | 110 m h.                          | Disque                            | Perche                            | Javel.                            | 1 500 m                           | Total de points | Note |
| ----------------------------------- | ---------------------- | ---------- | --------------------------------- | --------------------------------- | --------------------------------- | --------------------------------- | --------------------------------- | --------------------------------- | --------------------------------- | --------------------------------- | --------------------------------- | --------------------------------- | --------------- | ---- |
| Médaille d'or, Jeux olympiques      | Markus Rooth           | Norvège    | 10 s 71 926                       | 7,80 m 1010                       | 15,25 m 805                       | 1,99 m 794                        | 47 s 69 924                       | 14 s 25 942                       | 49,80 m 866                       | 5,30 m 1004                       | 66,87 m 842                       | 4 min 39 s 56 683                 | 8 796           | NR   |
| Médaille d'argent, Jeux olympiques  | Leo Neugebauer         | Allemagne  | 10 s 67 935                       | 7,98 m 1056                       | 16,55 m 885                       | 2,05 m 850                        | 47 s 70 924                       | 14 s 51 910                       | 53,33 m 940                       | 5,00 m 910                        | 56,64 m 687                       | 4 min 44 s 67 651                 | 8 748           |      |
| Médaille de bronze, Jeux olympiques | Lindon Victor          | Grenade    | 10 s 56 961                       | 7,48 m 930                        | 15,17 m 833                       | 2,02 m 822                        | 47 s 84 917                       | 14,62 s 896                       | 53,91 m 952                       | 4,90 m 880                        | 68,22 m 862                       | 4 min 43 s 53 658                 | 8 711           | SB   |
| 4                                   | Sven Roosen            | Pays-Bas   | 10 s 52 970                       | 7,56 m 950                        | 15,10 m 796                       | 1,87 m 687                        | 46 s 40 988                       | 13 s 99 976                       | 46,88 m 806                       | 4,70 m 819                        | 63,72 m 794                       | 4 min 18 s 55 821                 | 8 607           | NR   |
| 5                                   | Janek Õiglane          | Estonie    | 10 s 89 885                       | 7,25 m 874                        | 14,58 m 764                       | 1,99 m 794                        | 48 s 02 908                       | 14,45 s 917                       | 43,39 m 734                       | 5,30 m 1004                       | 71,89 m 918                       | 4 min 25 s 59 774                 | 8 572           | PB   |
| 6                                   | Johannes Erm           | Estonie    | 10 s 64 942                       | 7,66 m 975                        | 14,61 m 766                       | 2,08 m 878                        | 47 s 19 949                       | 14 s 35 930                       | 46,29 m 793                       | 4,60 m 790                        | 59,58 m 732                       | 4 min 19 s 71 814                 | 8 569           |      |
| 7                                   | Harrison Williams      | États-Unis | 10 s 62 947                       | 7,42 m 915                        | 15,66 m 830                       | 1,96 m 767                        | 46 s 71 973                       | 14 s 28 939                       | 46,91 m 806                       | 5,10 m 941                        | 51,17 m 606                       | 4 min 19 s 58 814                 | 8 538           | SB   |
| 8                                   | Niklas Kaul            | Allemagne  | 11 s 34 786                       | 7,09 m 835                        | 14,24 m 743                       | 2,02 m 822                        | 49 s 13 855                       | 14 s 53 907                       | 46,28 m 793                       | 4,80 m 849                        | 77,78 m 1009                      | 4 min 15 s 00 846                 | 8 445           |      |
| 9                                   | Ayden Owens-Delerme    | Porto Rico | 10 s 35 1011                      | 7,66 m 975                        | 15,17 m 800                       | 2,02 m 822                        | 46 s 17 1000                      | 14 s 09 963                       | 43,36 m 733                       | 4,80 m 849                        | 51,17 m 606                       | 4 min 40 s 39 678                 | 8 437           |      |
| 10                                  | Heath Baldwin          | États-Unis | 10 s 91 881                       | 7,38 m 905                        | 14,48 m 758                       | 2,17 m 963                        | 49 s 04 859                       | 14 s 04 969                       | 43,66 m 739                       | 4,70 m 819                        | 67,59 m 853                       | 4 min 40 s 67 676                 | 8 422           |      |
| 11                                  | Karel Tilga            | Estonie    | 11 s 01 858                       | 7,16 m 852                        | 15,88 m 844                       | 1,99 m 794                        | 48 s 67 877                       | 14 s 66 891                       | 50,13 m 873                       | 4,70 m 819                        | 64,16 m 801                       | 4 min 26 s 41 768                 | 8 377           | SB   |
| 12                                  | Makenson Gletty        | France     | 10 s 72 924                       | 7,10 m 838                        | 16,64 m 891                       | 1,99 m 794                        | 47 s 48 934                       | 13,96 s 980                       | 46,03 m 788                       | 4,70 m 819                        | 53,02 m 633                       | 4 min 35 s 58 708                 | 8 309           |      |
| 13                                  | Ken Mullings           | Bahamas    | 10 s 60 952                       | 7,36 m 900                        | 14,19 m 740                       | 2,02 m 822                        | 49 s 43 841                       | 13 s 70 1024                      | 46,07 m 789                       | 4,80 m 849                        | 59,83 m 735                       | 4 min 55 s 84 584                 | 8 226           | NR   |
| 14                                  | José Fernando Ferreira | Brésil     | 10 s 66 938                       | 7,24 m 871                        | 13,97 m 727                       | 1,93 m 740                        | 48 s 78 872                       | 14 s 00 975                       | 42,86 m 723                       | 4,80 m 849                        | 70,58 m 898                       | 4 min 49 s 73 620                 | 8 213           | PB   |
| 15                                  | Till Steinforth        | Allemagne  | 10 s 52 970                       | 7,61 m 962                        | 13,96 m 726                       | 1,96 m 767                        | 47 s 96 911                       | 14 s 37 927                       | 42,59 m 717                       | 4,70 m 819                        | 59,14 m 725                       | 4 min 45 s 43 646                 | 8 170           |      |
| 16                                  | Rik Taam               | Pays-Bas   | 10 s 64 942                       | 7,27 m 878                        | 14,27 m 745                       | 1,93 m 740                        | 47 s 73 922                       | 14 s 78 876                       | 39,31 m 651                       | 4,70 m 819                        | 57,08 m 694                       | 4 min 24 s 82 779                 | 8 046           | SB   |
| 17                                  | Zach Ziemek            | États-Unis | 10 s 60 952                       | 6,86 m 781                        | 15,03 m 792                       | 1,96 m 767                        | 50 s 79 779                       | 15 s 11 836                       | 50,08 m 872                       | 5,00 m 910                        | 57,05 m 694                       | 4 min 53 s 17 600                 | 7 983           |      |
| 18                                  | Sander Skotheim        | Norvège    | 10 s 78 910                       | 8,03 m 1068                       | 14,31 m 747                       | 2,11 m 906                        | 47 s 02 957                       | 14 s 15 955                       | 45,77 m 783                       | 0 m NM                            | 59,79 m 735                       | 4 min 37 s 49 696                 | 7 757           |      |
| 19                                  | Daniel Golubovic       | Australie  | 11 s 32 791                       | 6,60 m 720                        | 13,89 m 722                       | 1,93 m 740                        | 50 s 37 798                       | 15 s 15 831                       | 44,65 m 760                       | 4,60 m 790                        | 59,33 m 728                       | 4 min 39 s 02 686                 | 7 566           |      |
| 20                                  | Jorge Ureña            | Espagne    | 10 s 87 890                       | 7,05 m 826                        | 13,77 m 714                       | 1,96 m 767                        | 48 s 08 905                       | 14 s 29 937                       | 40,92 m 683                       | 0 m NM                            | 57,93 m 707                       | 4 min 42 s 18 667                 | 7 096           |      |
| 21                                  | Damian Warner          | Canada     | 10 s 25 1035                      | 7,79 m 1007                       | 14,45 m 756                       | 2,02 m 822                        | 47 s 34 941                       | 13 s 62 1024                      | 48,68 m 843                       | 0 m NM                            | 0 m DNS                           |                                   | DNF             |      |
| 22                                  | Ashley Moloney         | Australie  | 10 s 56 961                       | 7,05 m 826                        | 13,40 m 692                       | DNS                               | DNS                               | DNS                               | DNS                               | DNS                               | DNS                               | DNS                               | DNF             |      |

## Résultats détaillés

### 100 mètres
| Rang | Série | Athlète                        | Pays       | Temps   | Points | Notes |
| ---- | ----- | ------------------------------ | ---------- | ------- | ------ | ----- |
| 1    | 3     | Damian Warner                  | Canada     | 10 s 25 | 1035   |       |
| 2    | 3     | Ayden Owens-Delerme            | Porto Rico | 10 s 35 | 1011   |       |
| 3    | 3     | Till Steinforth                | Allemagne  | 10 s 52 | 970    |       |
| 3    | 3     | Sven Roosen                    | Pays-Bas   | 10 s 52 | 970    |       |
| 5    | 3     | Ashley Moloney                 | Australie  | 10 s 56 | 961    |       |
| 5    | 3     | Lindon Victor                  | Grenade    | 10 s 56 | 961    |       |
| 7    | 3     | Ken Mullings                   | Bahamas    | 10 s 60 | 952    |       |
| 7    | 3     | Zach Ziemek                    | États-Unis | 10 s 60 | 952    |       |
| 9    | 2     | Harrison Williams              | États-Unis | 10 s 62 | 947    | SB    |
| 10   | 2     | Johannes Erm                   | Estonie    | 10 s 64 | 942    |       |
| 10   | 2     | Rik Taam                       | Pays-Bas   | 10 s 64 | 942    |       |
| 12   | 2     | Jose Fernando Ferreira Santana | Brésil     | 10 s 66 | 938    | PB    |
| 13   | 2     | Leo Neugebauer                 | Allemagne  | 10 s 67 | 935    |       |
| 14   | 1     | Markus Rooth                   | Norvège    | 10 s 71 | 926    | PB    |
| 15   | 2     | Makenson Gletty                | France     | 10 s 72 | 924    |       |
| 16   | 1     | Sander Skotheim                | Norvège    | 10 s 78 | 910    |       |
| 17   | 1     | Jorge Ureña                    | Espagne    | 10 s 87 | 890    |       |
| 18   | 1     | Janek Õiglane                  | Estonie    | 10 s 89 | 885    | PB    |
| 19   | 2     | Heath Baldwin                  | États-Unis | 10 s 91 | 881    |       |
| 20   | 1     | Karel Tilga                    | Estonie    | 11 s 01 | 858    |       |
| 21   | 1     | Daniel Golubovic               | Australie  | 11 s 32 | 791    |       |
| 22   | 1     | Niklas Kaul                    | Allemagne  | 11 s 34 | 786    |       |

### Saut en longueur
| Rang | Groupe | Athlète                        | Pays       | Essais | Essais | Essais | Marque | Points | Notes | Après 2 épreuves | Après 2 épreuves |
| Rang | Groupe | Athlète                        | Pays       | 1      | 2      | 3      | Marque | Points | Notes | Total points     | Classt général   |
| ---- | ------ | ------------------------------ | ---------- | ------ | ------ | ------ | ------ | ------ | ----- | ---------------- | ---------------- |
| 1    | B      | Sander Skotheim                | Norvège    | 8,03 m | r      |        | 8,03 m | 1 068  | PB    | 1 978            | 4                |
| 2    | B      | Leo Neugebauer                 | Allemagne  | 7,76 m | 7,70 m | 7,98 m | 7,98 m | 1 056  | SB    | 1 991            | 2                |
| 3    | B      | Markus Rooth                   | Norvège    | 7,74 m | X      | 7,80 m | 7,80 m | 1 010  |       | 1 936            | 5                |
| 4    | B      | Damian Warner                  | Canada     | 7,79 m | 7,57 m | X      | 7,79 m | 1 007  |       | 2 024            | 1                |
| 5    | B      | Johannes Erm                   | Estonie    | 7,53 m | 7,66 m | 7,32 m | 7,66 m | 975    |       | 1 917            | 8                |
| 6    | A      | Ayden Owens-Delerme            | Porto Rico | 7,37 m | X      | 7,66 m | 7,66 m | 975    | SB    | 1 986            | 3                |
| 7    | B      | Till Steinforth                | Allemagne  | 7,55 m | 7,49 m | 7,61 m | 7,61 m | 962    |       | 1 932            | 6                |
| 8    | B      | Sven Roosen                    | Pays-Bas   | X      | 7,56 m | r      | 7,56 m | 950    | PB    | 1 920            | 7                |
| 9    | B      | Lindon Victor                  | Grenade    | 7,20 m | 7,44 m | 7,48 m | 7,48 m | 930    |       | 1 891            | 9                |
| 10   | A      | Harrison Williams              | États-Unis | 7,42 m | 7,31 m | 7,37 m | 7,42 m | 915    |       | 1 862            | 10               |
| 11   | B      | Heath Baldwin                  | États-Unis | X      | 7,38 m | X      | 7,38 m | 905    |       | 1 786            | 15               |
| 12   | B      | Ken Mullings                   | Bahamas    | 7,11 m | 7,36 m | 7,23 m | 7,36 m | 900    |       | 1 852            | 11               |
| 13   | A      | Rik Taam                       | Pays-Bas   | 6,81 m | 7,06 m | 7,27 m | 7,27 m | 878    | SB    | 1 820            | 12               |
| 14   | A      | Janek Õiglane                  | Estonie    | 7,13 m | 7,25 m | —      | 7,25 m | 874    |       | 1 759            | 17               |
| 15   | A      | Jose Fernando Ferreira Santana | Brésil     | 6,82 m | X      | 7,24 m | 7,24 m | 871    |       | 1 809            | 13               |
| 16   | A      | Karel Tilga                    | Estonie    | 7,16 m | X      | 7,14 m | 7,16 m | 852    | SB    | 1 710            | 20               |
| 17   | B      | Makenson Gletty                | France     | 6,86 m | X      | 7,10 m | 7,10 m | 838    |       | 1 762            | 16               |
| 18   | A      | Niklas Kaul                    | Allemagne  | 7,03 m | 7,09 m | 6,89 m | 7,09 m | 835    |       | 1 621            | 21               |
| 19   | A      | Jorge Ureña                    | Espagne    | 7,05 m | 6,87 m | 6,32 m | 7,05 m | 826    |       | 1 716            | 19               |
| 20   | B      | Ashley Moloney                 | Australie  | 7,05 m | X      | 2,67 m | 7,05 m | 826    |       | 1 787            | 14               |
| 21   | A      | Zach Ziemek                    | États-Unis | 6,65 m | 6,84 m | 6,86 m | 6,86 m | 781    |       | 1 733            | 18               |
| 22   | A      | Daniel Golubovic               | Australie  | 6,56 m | 6,52 m | 6,60 m | 6,60 m | 720    |       | 1 511            | 22               |

### Lancer du poids
| Rang | Groupe | Athlète                        | Pays       | Essais  | Essais  | Essais  | Marque  | Points | Notes | Après 3 épreuves | Après 3 épreuves |
| Rang | Groupe | Athlète                        | Pays       | 1       | 2       | 3       | Marque  | Points | Notes | Total points     | Classt général   |
| ---- | ------ | ------------------------------ | ---------- | ------- | ------- | ------- | ------- | ------ | ----- | ---------------- | ---------------- |
| 1    | B      | Makenson Gletty                | France     | 16,37 m | X       | 16,64 m | 16,64 m | 891    |       | 2 653            | 11               |
| 2    | B      | Leo Neugebauer                 | Allemagne  | 16,31 m | 16,55 m | X       | 16,55 m | 885    |       | 2 876            | 1                |
| 3    | B      | Karel Tilga                    | Estonie    | 15,75 m | 15,24 m | 15,88 m | 15,88 m | 844    |       | 2 554            | 14               |
| 4    | B      | Lindon Victor                  | Grenade    | 14,19 m | 15,71 m | X       | 15,71 m | 833    | SB    | 2 724            | 6                |
| 5    | A      | Harrison Williams              | États-Unis | 14,25 m | 15,26 m | 15,66 m | 15,66 m | 830    | PB    | 2 692            | 8                |
| 6    | B      | Markus Rooth                   | Norvège    | 14,89 m | 15,03 m | 15,25 m | 15,25 m | 805    |       | 2 741            | 4                |
| 7    | B      | Ayden Owens-Delerme            | Porto Rico | 14,81 m | 14,69 m | 15,17 m | 15,17 m | 800    |       | 2 786            | 3                |
| 8    | A      | Sven Roosen                    | Pays-Bas   | 14,73 m | 15,10 m | X       | 15,10 m | 796    | PB    | 2 716            | 7                |
| 9    | B      | Zach Ziemek                    | États-Unis | 15,03 m | X       | 14,91 m | 15,03 m | 792    |       | 2 525            | 17               |
| 10   | B      | Johannes Erm                   | Estonie    | 14,17 m | 14,61 m | 14,57 m | 14,61 m | 766    |       | 2 683            | 9                |
| 11   | A      | Janek Õiglane                  | Estonie    | 14,58 m | 14,15 m | X       | 14,58 m | 764    |       | 2 523            | 18               |
| 12   | B      | Heath Baldwin                  | États-Unis | 14,48 m | 14,18 m | X       | 14,48 m | 758    |       | 2 544            | 15               |
| 13   | B      | Damian Warner                  | Canada     | 14,41 m | 14,45 m | 13,92 m | 14,45 m | 756    |       | 2 798            | 2                |
| 14   | A      | Sander Skotheim                | Norvège    | 13,81 m | 13,67 m | 13,71 m | 13,81 m | 747    |       | 2 725            | 5                |
| 15   | A      | Rik Taam                       | Pays-Bas   | 14,27 m | 14,23 m | 13,97 m | 14,27 m | 745    |       | 2 565            | 13               |
| 16   | A      | Niklas Kaul                    | Allemagne  | 13,96 m | 14,10 m | 14,24 m | 14,24 m | 743    |       | 2 364            | 21               |
| 17   | B      | Ken Mullings                   | Bahamas    | 13,92 m | 14,19 m | X       | 14,19 m | 740    |       | 2 592            | 12               |
| 18   | A      | Jose Fernando Ferreira Santana | Brésil     | 13,74 m | 13,97 m | X       | 13,97 m | 727    |       | 2 536            | 16               |
| 19   | A      | Till Steinforth                | Allemagne  | 12,65 m | 13,96 m | 13,71 m | 13,96 m | 726    |       | 2 658            | 10               |
| 20   | A      | Daniel Golubovic               | Australie  | 13,49 m | 13,78 m | 13,89 m | 13,89 m | 722    |       | 2 233            | 22               |
| 21   | A      | Jorge Ureña                    | Espagne    | 13,26 m | 13,77 m | 13,72 m | 13,77 m | 714    |       | 2 430            | 20               |
| 22   | A      | Ashley Moloney                 | Australie  | 13,40 m | 13,33 m | 12,95 m | 13,40 m | 692    |       | 2 479            | 19               |

### Saut en hauteur
| Rang | Groupe | Athlète                        | Pays       | Marque | Points | Notes | Après 4 épreuves | Après 4 épreuves |
| Rang | Groupe | Athlète                        | Pays       | Marque | Points | Notes | Total points     | Classt général   |
| ---- | ------ | ------------------------------ | ---------- | ------ | ------ | ----- | ---------------- | ---------------- |
| 1    | B      | Heath Baldwin                  | États-Unis | 2,17 m | 963    | SB    | 3 478            | 8                |
| 2    | B      | Sander Skotheim                | Norvège    | 2,11 m | 906    |       | 3 631            | 2                |
| 3    | B      | Johannes Erm                   | Estonie    | 2,08 m | 878    | PB    | 3 561            | 5                |
| 4    | B      | Leo Neugebauer                 | Allemagne  | 2,05 m | 850    |       | 3 726            | 1                |
| 5=   | A      | Ayden Owens-Delerme            | Porto Rico | 2,02 m | 822    | SB    | 3 608            | 4                |
| 5=   | B      | Damian Warner                  | Canada     | 2,02 m | 822    |       | 3 620            | 3                |
| 5=   | B      | Ken Mullings                   | Bahamas    | 2,02 m | 822    |       | 3 414            | 12               |
| 5=   | A      | Lindon Victor                  | Grenade    | 2,02 m | 822    | SB    | 3 546            | 6                |
| 5=   | A      | Niklas Kaul                    | Allemagne  | 2,02 m | 822    | SB    | 3 186            | 20               |
| 10=  | A      | Janek Õiglane                  | Estonie    | 1,99 m | 794    | SB    | 3 317            | 15               |
| 10=  | A      | Karel Tilga                    | Estonie    | 1,99 m | 794    | SB    | 3 348            | 14               |
| 10=  | B      | Makenson Gletty                | France     | 1,99 m | 794    |       | 3 447            | 10               |
| 10=  | B      | Markus Rooth                   | Norvège    | 1,99 m | 794    | SB    | 3 535            | 7                |
| 14=  | A      | Jorge Ureña                    | Espagne    | 1,96 m | 767    |       | 3 197            | 19               |
| 14=  | A      | Harrison Williams              | États-Unis | 1,96 m | 767    | SB    | 3 459            | 9                |
| 14=  | B      | Zach Ziemek                    | États-Unis | 1,96 m | 767    |       | 3 292            | 17               |
| 14=  | B      | Till Steinforth                | Allemagne  | 1,96 m | 767    |       | 3 425            | 11               |
| 18=  | A      | Daniel Golubovic               | Australie  | 1,93 m | 740    |       | 2 973            | 21               |
| 18=  | A      | Rik Taam                       | Pays-Bas   | 1,93 m | 740    | SB    | 3 305            | 16               |
| 18=  | B      | Jose Fernando Ferreira Santana | Brésil     | 1,93 m | 740    |       | 3 276            | 18               |
| 21   | A      | Sven Roosen                    | Pays-Bas   | 1,87 m | 687    |       | 3 403            | 13               |
|      | B      | Ashley Moloney                 | Australie  | —      |        | DNS   | —                | —                |

### 400 mètres
| Rang | Série | Athlète                        | Pays       | Temps   | Points | Notes | Après 5 épreuves | Après 5 épreuves |
| Rang | Série | Athlète                        | Pays       | Temps   | Points | Notes | Total points     | Classt général   |
| ---- | ----- | ------------------------------ | ---------- | ------- | ------ | ----- | ---------------- | ---------------- |
| 1    | 3     | Ayden Owens-Delerme            | Porto Rico | 46 s 17 | 1000   | SB    | 4 608            | 2                |
| 2    | 3     | Sven Roosen                    | Pays-Bas   | 46 s 40 | 988    | PB    | 4 391            | 9                |
| 3    | 3     | Harrison Williams              | États-Unis | 46 s 71 | 973    |       | 4 432            | 8                |
| 4    | 2     | Sander Skotheim                | Norvège    | 47 s 02 | 957    | PB    | 4 588            | 3                |
| 5    | 3     | Johannes Erm                   | Estonie    | 47 s 19 | 949    |       | 4 510            | 5                |
| 6    | 3     | Damian Warner                  | Canada     | 47 s 34 | 941    | SB    | 4 561            | 4                |
| 7    | 2     | Makenson Gletty                | France     | 47 s 48 | 934    | PB    | 4 381            | 10               |
| 8    | 2     | Markus Rooth                   | Norvège    | 47 s 69 | 924    | PB    | 4 459            | 7                |
| 9    | 2     | Leo Neugebauer                 | Allemagne  | 47 s 70 | 924    | SB    | 4 650            | 1                |
| 10   | 3     | Rik Taam                       | Pays-Bas   | 47 s 73 | 922    |       | 4 227            | 14               |
| 11   | 2     | Lindon Victor                  | Grenade    | 47 s 84 | 917    |       | 4 463            | 6                |
| 12   | 3     | Till Steinforth                | Allemagne  | 47 s 96 | 911    |       | 4 336            | 12               |
| 13   | 1     | Janek Õiglane                  | Estonie    | 48 s 02 | 908    | PB    | 4 225            | 15               |
| 14   | 2     | Jorge Ureña                    | Espagne    | 48 s 08 | 905    | SB    | 4 102            | 18               |
| 15   | 2     | Karel Tilga                    | Estonie    | 48 s 67 | 877    | SB    | 4 225            | 15               |
| 16   | 1     | Jose Fernando Ferreira Santana | Brésil     | 48 s 78 | 872    | PB    | 4 148            | 17               |
| 17   | 2     | Heath Baldwin                  | États-Unis | 49 s 04 | 859    |       | 4 366            | 11               |
| 18   | 1     | Niklas Kaul                    | Allemagne  | 49 s 13 | 855    |       | 4 041            | 20               |
| 19   | 1     | Ken Mullings                   | Bahamas    | 49 s 43 | 841    | SB    | 4 255            | 13               |
| 20   | 1     | Daniel Golubovic               | Australie  | 50 s 37 | 798    |       | 3 771            | 21               |
| 21   | 1     | Zach Ziemek                    | États-Unis | 50 s 79 | 779    |       | 4 071            | 19               |

### 110 m haies
| Rang | Série | Athlète                        | Pays       | Temps   | Points | Notes | Après 6 épreuves | Après 6 épreuves |
| Rang | Série | Athlète                        | Pays       | Temps   | Points | Notes | Total points     | Classt général   |
| ---- | ----- | ------------------------------ | ---------- | ------- | ------ | ----- | ---------------- | ---------------- |
| 1    | 3     | Damian Warner                  | Canada     | 13 s 62 | 1024   |       | 5 585            | 1                |
| 2    | 3     | Ken Mullings                   | Bahamas    | 13 s 70 | 1014   |       | 5 269            | 12               |
| 3    | 3     | Makenson Gletty                | France     | 13 s 96 | 980    |       | 5 361            | 9                |
| 4    | 3     | Sven Roosen                    | Pays-Bas   | 13 s 99 | 976    |       | 5 367            | 8                |
| 5    | 3     | Jose Fernando Ferreira Santana | Brésil     | 14 s 00 | 975    |       | 5 123            | 15               |
| 6    | 3     | Heath Baldwin                  | États-Unis | 14 s 04 | 969    |       | 5 335            | 11               |
| 7    | 3     | Ayden Owens-Delerme            | Porto Rico | 14 s 09 | 963    |       | 5 571            | 2                |
| 8    | 2     | Sander Skotheim                | Norvège    | 14 s 15 | 955    | SB    | 5 543            | 4                |
| 9    | 1     | Markus Rooth                   | Norvège    | 14 s 25 | 942    | SB    | 5 401            | 6                |
| 10   | 3     | Harrison Williams              | États-Unis | 14 s 28 | 939    |       | 5 371            | 7                |
| 11   | 2     | Jorge Ureña                    | Espagne    | 14 s 29 | 937    |       | 5 039            | 18               |
| 12   | 2     | Johannes Erm                   | Estonie    | 14 s 35 | 930    |       | 5 440            | 5                |
| 13   | 2     | Till Steinforth                | Allemagne  | 14 s 37 | 927    |       | 5 263            | 13               |
| 14   | 1     | Janek Õiglane                  | Estonie    | 14 s 45 | 917    | SB    | 5 142            | 14               |
| 15   | 2     | Leo Neugebauer                 | Allemagne  | 14 s 51 | 910    |       | 5 560            | 3                |
| 16   | 2     | Niklas Kaul                    | Allemagne  | 14 s 53 | 907    |       | 4 948            | 19               |
| 17   | 1     | Lindon Victor                  | Grenade    | 14 s 62 | 896    | SB    | 5 359            | 10               |
| 18   | 1     | Karel Tilga                    | Estonie    | 14 s 66 | 891    | SB    | 5 116            | 16               |
| 19   | 1     | Rik Taam                       | Pays-Bas   | 14 s 78 | 876    |       | 5 103            | 17               |
| 20   | 1     | Zachery Ziemek                 | États-Unis | 15 s 11 | 836    |       | 4 907            | 20               |
| 21   | 2     | Daniel Golubovic               | Australie  | 15 s 15 | 831    |       | 4 602            | 21               |

### Lancer du disque
| Rang | Groupe | Athlète                        | Pays       | Essais  | Essais  | Essais  | Marque  | Points | Notes | Après 7 épreuves | Après 7 épreuves |
| Rang | Groupe | Athlète                        | Pays       | 1       | 2       | 3       | Marque  | Points | Notes | Total points     | Classt général   |
| ---- | ------ | ------------------------------ | ---------- | ------- | ------- | ------- | ------- | ------ | ----- | ---------------- | ---------------- |
| 1    | B      | Lindon Victor                  | Grenade    | 33,85 m | 53,91 m | X       | 53,91 m | 952    | ODB   | 6 311            | 4                |
| 2    | B      | Leo Neugebauer                 | Allemagne  | 53,33 m | 48,98 m | 40,20 m | 53,33 m | 940    |       | 6 500            | 1                |
| 3    | A      | Karel Tilga                    | Estonie    | 46,69 m | 48,28 m | 50,13 m | 50,13 m | 873    | SB    | 5 989            | 13               |
| 4    | B      | Zachery Ziemek                 | États-Unis | 47,70 m | 50,08 m | X       | 50,08 m | 872    |       | 5 779            | 17               |
| 5    | B      | Markus Rooth                   | Norvège    | 46,67 m | 47,60 m | 49,80 m | 49,80 m | 866    | PB    | 6 267            | 6                |
| 6    | B      | Damian Warner                  | Canada     | 48,51 m | 45,91 m | 48,68 m | 48,68 m | 843    | SB    | 6 428            | 2                |
| 7    | A      | Harrison Williams              | États-Unis | 44,84 m | 46,33 m | 46,91 m | 46,91 m | 806    | SB    | 6 177            | 8                |
| 8    | B      | Sven Roosen                    | Pays-Bas   | 46,88 m | 45,49 m | 44,18 m | 46,88 m | 806    | PB    | 6 173            | 9                |
| 9    | A      | Johannes Erm                   | Estonie    | 44,30 m | 45,34 m | 46,29 m | 46,29 m | 793    | SB    | 6 233            | 7                |
| 10   | B      | Niklas Kaul                    | Allemagne  | 46,28 m | 45,79 m | 43,62 m | 46,28 m | 793    |       | 5 741            | 19               |
| 11   | A      | Ken Mullings                   | Bahamas    | 46,07 m | X       | X       | 46,07 m | 789    | PB    | 6 058            | 12               |
| 12   | A      | Makenson Gletty                | France     | 42,71 m | 45,12 m | 46,03 m | 46,03 m | 788    | SB    | 6 149            | 10               |
| 13   | B      | Sander Skotheim                | Norvège    | 45,28 m | 44,52 m | 45,77 m | 45,77 m | 783    |       | 6 326            | 3                |
| 14   | B      | Daniel Golubovic               | Australie  | 44,65 m | 41,34 m | 42,61 m | 44,65 m | 760    |       | 5 362            | 21               |
| 15   | A      | Heath Baldwin                  | États-Unis | 41,24 m | 42,96 m | 43,66 m | 43,66 m | 739    |       | 6 074            | 11               |
| 16   | A      | Janek Õiglane                  | Estonie    | 38,59 m | 43,39 m | 43,09 m | 43,39 m | 734    | SB    | 5 876            | 15               |
| 17   | B      | Ayden Owens-Delerme            | Porto Rico | 33,80 m | 41,08 m | 43,36 m | 43,36 m | 733    |       | 6 304            | 5                |
| 18   | A      | Jose Fernando Ferreira Santana | Brésil     | X       | X       | 42,86 m | 42,86 m | 723    |       | 5 846            | 16               |
| 19   | A      | Till Steinforth                | Allemagne  | 41,34 m | 39,16 m | 42,59 m | 42,59 m | 717    | SB    | 5 980            | 14               |
| 20   | A      | Jorge Ureña                    | Espagne    | 35,34 m | 39,54 m | 40,92 m | 40,92 m | 683    |       | 5 722            | 20               |
| 21   | A      | Rik Taam                       | Pays-Bas   | 38,49 m | 39,31 m | X       | 39,31 m | 651    |       | 5 754            | 18               |

### Saut à la perche
| Rang | Groupe          | Athlète                        | Pays       | Marque | Points | Notes | Après 8 épreuves | Après 8 épreuves |
| Rang | Groupe          | Athlète                        | Pays       | Marque | Points | Notes | Total points     | Classt général   |
| ---- | --------------- | ------------------------------ | ---------- | ------ | ------ | ----- | ---------------- | ---------------- |
| 1    | A               | Janek Õiglane                  | Estonie    | 5,30 m | 1 004  | PB    | 6 880            | 11               |
| 1    | B               | Markus Rooth                   | Norvège    | 5,30 m | 1 004  | PB    | 7 271            | 2                |
| 3    | B               | Harrison Williams              | États-Unis | 5,10 m | 941    |       | 7 118            | 5                |
| 4    | B               | Zachery Ziemek                 | États-Unis | 5,00 m | 910    |       | 6 689            | 15               |
| 4    | B               | Leo Neugebauer                 | Allemagne  | 5,00 m | 910    |       | 7 410            | 1                |
| 6    | A               | Lindon Victor                  | Grenade    | 4,90 m | 880    | SB    | 7 191            | 3                |
| 7    | A               | Niklas Kaul                    | Allemagne  | 4,80 m | 849    |       | 6 590            | 16               |
| 7    | B               | Ken Mullings                   | Bahamas    | 4,80 m | 849    |       | 6 907            | 9                |
| 7    | B               | Ayden Owens-Delerme            | Porto Rico | 4,80 m | 849    |       | 7 153            | 4                |
| 7    | B               | Jose Fernando Ferreira Santana | Brésil     | 4,80 m | 849    |       | 6 695            | 14               |
| 11   | A               | Rik Taam                       | Pays-Bas   | 4,70 m | 819    |       | 6 573            | 17               |
| 11   | B               | Till Steinforth                | Allemagne  | 4,70 m | 819    |       | 6 799            | 13               |
| 11   | B               | Makenson Gletty                | France     | 4,70 m | 819    |       | 6 968            | 8                |
| 11   | A               | Heath Baldwin                  | États-Unis | 4,70 m | 819    |       | 6 893            | 10               |
| 11   | A               | Karel Tilga                    | Estonie    | 4,70 m | 819    | SB    | 6 808            | 12               |
| 11   | A               | Sven Roosen                    | Pays-Bas   | 4,70 m | 819    |       | 6 992            | 7                |
| 17   | B               | Johannes Erm                   | Estonie    | 4,60 m | 790    |       | 7 023            | 6                |
| 17   | A               | Daniel Golubovic               | Australie  | 4,60 m | 790    | SB    | 6 152            | 20               |
|      | A               | Damian Warner                  | Canada     | NM     | 0      |       | 6 428            | 18               |
| A    | Jorge Ureña     | Espagne                        | NM         | 0      |        | 5 722 | 21               |                  |
| B    | Sander Skotheim | Norvège                        | NM         | 0      |        | 6 326 | 19               |                  |

### Lancer du javelot
| Rang | Groupe | Athlète                        | Pays       | Essais  | Essais  | Essais  | Marque  | Points | Notes | Après 9 épreuves | Après 9 épreuves |
| Rang | Groupe | Athlète                        | Pays       | 1       | 2       | 3       | Marque  | Points | Notes | Total points     | Classt général   |
| ---- | ------ | ------------------------------ | ---------- | ------- | ------- | ------- | ------- | ------ | ----- | ---------------- | ---------------- |
| 1    | B      | Niklas Kaul                    | Allemagne  | 77,78 m | r       |         | 77,78 m | 1 009  | ODB   | 7 599            | 13               |
| 2    | B      | Janek Õiglane                  | Estonie    | 71,55 m | 71,89 m | 69,31 m | 71,89 m | 918    | SB    | 7 798            | 4                |
| 3    | A      | Jose Fernando Ferreira Santana | Brésil     | X       | 70,58 m | 66,36 m | 70,58 m | 898    | SB    | 7 593            | 14               |
| 4    | B      | Lindon Victor                  | Grenade    | 63,73 m | 67,22 m | 68,22 m | 68,22 m | 862    | SB    | 8 053            | 3                |
| 5    | B      | Heath Baldwin                  | États-Unis | 61,40 m | 67,59 m | 62,97 m | 67,59 m | 853    |       | 7 746            | 8                |
| 6    | B      | Markus Rooth                   | Norvège    | 66,27 m | 66,87 m | 64,90 m | 66,87 m | 842    | PB    | 8 113            | 1                |
| 7    | B      | Karel Tilga                    | Estonie    | 64,16 m | r       |         | 64,16 m | 801    | SB    | 7 609            | 11               |
| 8    | A      | Sven Roosen                    | Pays-Bas   | 63,72 m | X       | -       | 63,72 m | 794    |       | 7 786            | 5                |
| 9    | A      | Ken Mullings                   | Bahamas    | 57,62 m | 59,83 m | X       | 59,83 m | 735    | PB    | 7 642            | 10               |
| 10   | A      | Sander Skotheim                | Norvège    | 59,36 m | X       | 59,79 m | 59,79 m | 735    |       | 7 061            | 18               |
| 11   | A      | Johannes Erm                   | Estonie    | 47,64 m | 54,63 m | 59,58 m | 59,58 m | 732    |       | 7 755            | 7                |
| 12   | A      | Daniel Golubovic               | Australie  | 57.08m  | 56,69 m | 59,33 m | 59,33 m | 728    |       | 6 880            | 19               |
| 13   | A      | Till Steinforth                | Allemagne  | 58,65 m | 59,14 m | X       | 59,14 m | 725    |       | 7 524            | 15               |
| 14   | A      | Jorge Ureña                    | Espagne    | 57,93 m | 57,91 m | X       | 57,93 m | 707    | SB    | 6 429            | 20               |
| 15   | B      | Rik Taam                       | Pays-Bas   | 57,08 m | X       | r       | 57,08 m | 694    | SB    | 7 267            | 17               |
| 16   | B      | Zachery Ziemek                 | États-Unis | 57,05 m | 56,09 m | X       | 57,05 m | 694    |       | 7 383            | 16               |
| 17   | B      | Leo Neugebauer                 | Allemagne  | 54,74 m | 56,64 m | 55,38 m | 56,64 m | 687    |       | 8 097            | 2                |
| 18   | A      | Makenson Gletty                | France     | X       | 51,57 m | 53,02 m | 53,02 m | 633    |       | 7 601            | 12               |
| 19   | A      | Ayden Owens-Delerme            | Porto Rico | 51,17 m | 51,11 m | X       | 51,17 m | 606    |       | 7 759            | 6                |
| 19   | B      | Harrison Williams              | États-Unis | 47,83 m | 51,17 m | 49,38 m | 51,17 m | 606    |       | 7 724            | 9                |
|      | A      | Damian Warner                  | Canada     |         |         |         | —       | —      | DNS   | —                | —                |

### 1 500 m
| Rang | Athlète                        | Pays       | Temps         | Points | Notes | Après 10 épreuves | Après 10 épreuves |
| Rang | Athlète                        | Pays       | Temps         | Points | Notes | Total points      | Classt général    |
| ---- | ------------------------------ | ---------- | ------------- | ------ | ----- | ----------------- | ----------------- |
| 1    | Niklas Kaul                    | Allemagne  | 4 min 15 s 00 | 846    | SB    | 8 445             | 8                 |
| 2    | Sven Roosen                    | Pays-Bas   | 4 min 18 s 55 | 821    | SB    | 8 607             | 4                 |
| 3    | Harrison Williams              | États-Unis | 4 min 19 s 58 | 814    | PB    | 8 538             | 7                 |
| 4    | Johannes Erm                   | Estonie    | 4 min 19 s 71 | 814    | PB    | 8 569             | 6                 |
| 5    | Rik Taam                       | Pays-Bas   | 4 min 24 s 82 | 779    | SB    | 8 046             | 16                |
| 6    | Janek Õiglane                  | Estonie    | 4 min 25 s 59 | 774    | SB    | 8 572             | 5                 |
| 7    | Karel Tilga                    | Estonie    | 4 min 26 s 41 | 768    | SB    | 8 377             | 11                |
| 8    | Makenson Gletty                | France     | 4 min 35 s 58 | 708    |       | 8 309             | 12                |
| 9    | Sander Skotheim                | Norvège    | 4 min 37 s 49 | 696    |       | 7 757             | 18                |
| 10   | Daniel Golubovic               | Australie  | 4 min 39 s 02 | 686    |       | 7 566             | 19                |
| 11   | Markus Rooth                   | Norvège    | 4 min 39 s 56 | 683    | SB    | 8 796             | 1                 |
| 12   | Ayden Owens-Delerme            | Porto Rico | 4 min 40 s 39 | 678    | SB    | 8 437             | 9                 |
| 13   | Heath Baldwin                  | États-Unis | 4 min 40 s 67 | 676    |       | 8 422             | 10                |
| 14   | Jorge Ureña                    | Espagne    | 4 min 42 s 18 | 667    |       | 7 096             | 20                |
| 15   | Lindon Victor                  | Grenade    | 4 min 43 s 53 | 658    | SB    | 8 711             | 3                 |
| 16   | Leo Neugebauer                 | Allemagne  | 4 min 44 s 67 | 651    |       | 8 748             | 2                 |
| 17   | Till Steinforth                | Allemagne  | 4 min 45 s 43 | 646    |       | 8 170             | 15                |
| 18   | Jose Fernando Ferreira Santana | Brésil     | 4 min 49 s 73 | 620    | SB    | 8 213             | 14                |
| 19   | Zach Ziemek                    | États-Unis | 4 min 53 s 17 | 600    | SB    | 7 983             | 17                |
| 20   | Ken Mullings                   | Bahamas    | 4 min 55 s 84 | 584    | SB    | 8 226             | 13                |

## Légende
Records et Performances
- AR : Record continental (area record)
- CR : Record des championnats (championship record)
- MR : Record du meeting (meet record)
- NR : Record national (national record)
- OR : Record olympique (olympic record)
- PR : Record paralympique (paralympic record)
- PB : Record personnel (personal best)
- SB : Meilleure performance personnelle de la saison (season's best)
- WL : Meilleure performance mondiale de l'année (world leader)
- WJR : Record du monde junior (world junior record)
- WR : Record du monde (world record)

Circonstances et Conditions
- DNF : N'a pas terminé (did not finish)
- DNS : N'a pas pris le départ (did not start)
- DQ : Disqualification (disqualification)
- NM : Aucun essai valable enregistré (No Mark)
- Q : Qualifié « directement » au prochain tour (ou à la prochaine compétition), lors d'une compétition majeure, grâce au classement ou à la réalisation des minima (automatic qualifier)
- q : Qualifié au prochain tour (ou à la prochaine compétition), lors d'une compétition majeure, grâce au repêchage ou à la réalisation de l'une des meilleures performances parmi celles des « non qualifiés directement » (grâce au meilleur temps ou à la meilleure distance par exemple) (secondary qualifier)